# Syslog-ng
syslog-ngは、Syslogプロトコルのオープンソースの実装である。オリジナルのsyslogdの機能はもちろんのこと、リッチなフィルタリング機能や柔軟な設定オプション、TCPでのログ転送など、さまざまな機能がサポートされている。syslog-ng は現在、One Identity Inc. (Balabit IT Security を買収し syslog-ng も吸収されました) により開発されている。
2024年5月 AxoSyslog が syslog-ng からフォークされた。

## 特徴
- Unixシェルのような、様々な拡張を用いてログメッセージの書式を整形する機能
- ローカルのアプリケーションにログメッセージを送信する機能
- データベースに直接ロギングする機能（syslog-ng OSE 2.1から）
- サポート有りの Premium Edition[3] と Open Source Edition[4]  がある。
- 様々な入出力インターフェースがあり、入力は udp, tcp, unixドメインソケット, 通常ファルなどの標準的なものから OpenTelemetry, en:Jellyfin、出力は Elasticsearch, OpenObserve, Flentd, PostgreSQL, slack, discord, telegram などと多くのアプリケーションに接続できる。

## 関連 RFC とワーキンググループ
- RFC 3164 - The BSD syslog protocol
- RFC 5424 - The Syslog Protocol
- RFC 5425 - Transport Layer Security (TLS) Transport Mapping for Syslog
- RFC 5426 - Transmission of Syslog Messages over UDP